# Zlín (ville)
Pour les articles homonymes, voir Zlín.
Zlín (nommée « Gottwaldov » entre 1948 et 1990) est une ville de la Tchéquie, la capitale de région de Zlín et le chef-lieu du district de Zlín. Sa population s'élevait à 74 684 habitants en 2025.

## Géographie
Zlín est arrosée par la Dřevnice et se trouve dans la sud-est de la région historique de Moravie, à 51 km au sud-est d'Olomouc, à 77 km à l'est de Brno, à 80 km au sud-ouest d'Ostrava et à 251 km au sud-est de Prague.
La commune est limitée par Hostišová, Racková, Fryšták, Lukov et Vlčková au nord, par Kašava, Ostrata, Hvozdná, Veselá et Zádveřice-Raková à l'est, par Lípa, Želechovice nad Dřevnicí, Březnice, Bohuslavice u Zlína, Lhota, Karlovice et Oldřichovice au sud, et par Otrokovice, Tečovice et Sazovice à l'ouest.

## Histoire
La première trace écrite de Zlín date de 1332. Elle devient une ville en 1397. Mais c'est en 1894 qu'elle commence à prendre de l'importance et se développer très vite grâce à Tomáš Baťa, qui crée cette année-là une fabrique de chaussures, connue aujourd'hui sous le nom de Bata. La firme a entre autres fourni l'armée austro-hongroise durant la Première Guerre mondiale. Baťa dessine la ville et contribue à sa croissance : elle passe de 3 000 à 35 000 habitants en un siècle.

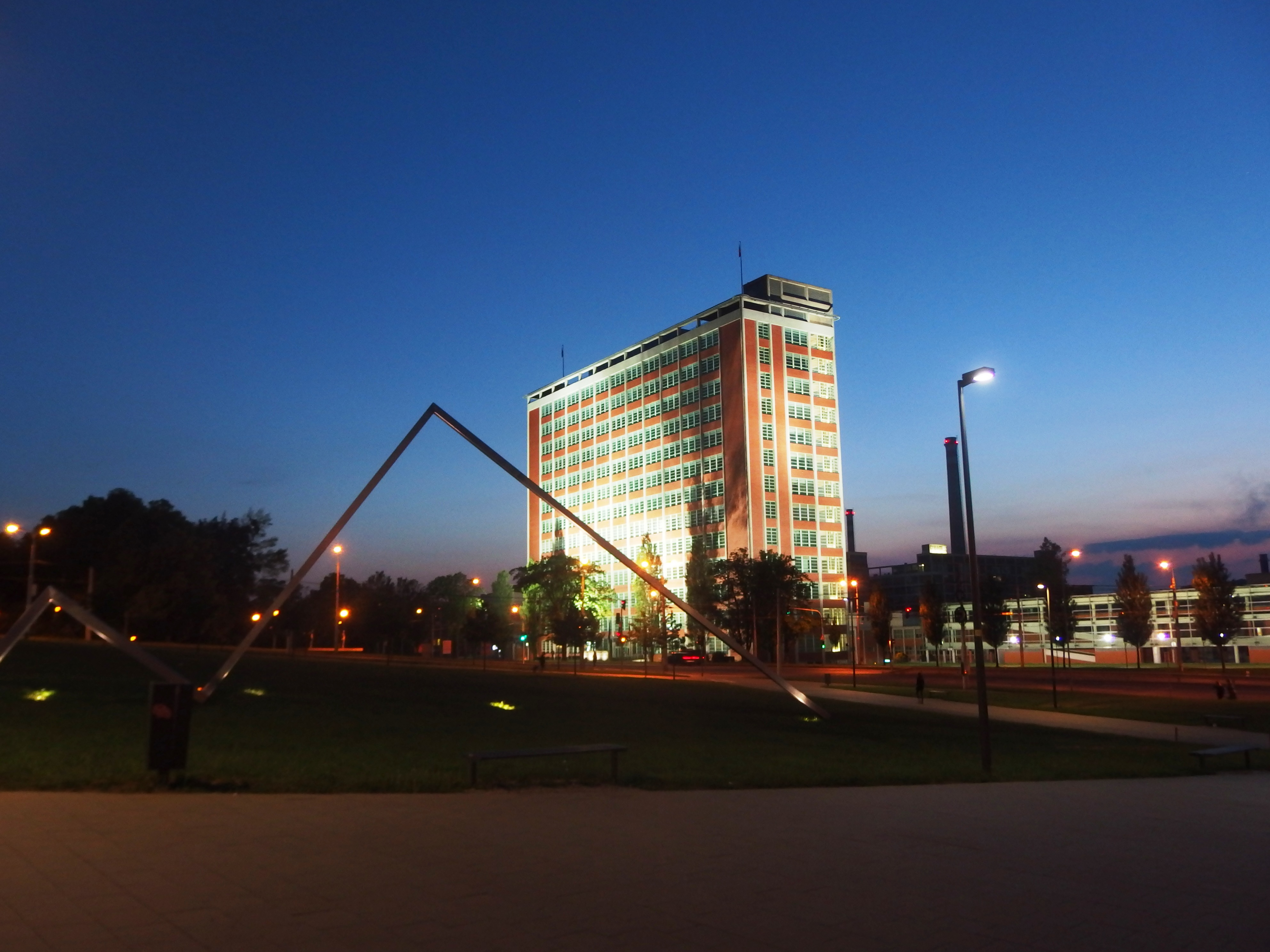

Tomáš Baťa s'offrit les services de plusieurs architectes en vogue pour construire une ville moderne, et encore un des meilleurs exemples d'architecture fonctionnelle. Son fils, Thomas, fut forcé de quitter le pays sous la pression des occupants nazis en 1939 puis de nouveau après la guerre lorsque la firme fut nationalisée (il partit pour le Canada où il créa une autre société, Batawa).
Le blason de la ville de Zlín est l'œuvre du peintre František Kysela qui le dessine en 1935 et est approuvé par le ministère de l'Intérieur en 1936
À la suite du putsch communiste et à la défenestration du dirigeant démocratique du pays à Prague en 1948, Zlín s'allia en 1948 à plusieurs communes voisines pour former Gottwaldov, d'après le nom du premier président communiste de Tchécoslovaquie, Klement Gottwald. En 1990, après la fin de l'ère communiste, l'ensemble fut renommé Zlín.
La ville a donné son nom à la société de construction aéronautique Zlin, dont l'activité débuta dans les locaux de l'usine Bata, mais qui est implantée depuis 1934 à Otrokovice.

## Population
Recensements ou estimations de la population de la commune dans ses limites actuelles :
| 1869*  | 1880*  | 1890*  | 1900*  | 1910*  | 1921*  | 1930*  | 1950*  |
| ------ | ------ | ------ | ------ | ------ | ------ | ------ | ------ |
| 10 703 | 11 172 | 11 295 | 11 824 | 12 912 | 14 470 | 34 348 | 61 022 |

| 1961*  | 1970*  | 1980*  | 1991*  | 2001*  | 2015   | 2016   | 2017   |
| ------ | ------ | ------ | ------ | ------ | ------ | ------ | ------ |
| 63 038 | 70 252 | 79 519 | 83 126 | 80 854 | 75 112 | 75 171 | 75 117 |

| 2018   | 2019   | 2020   | 2021*  | 2022   | 2023   | 2024   | 2025   |
| ------ | ------ | ------ | ------ | ------ | ------ | ------ | ------ |
| 74 947 | 74 997 | 74 935 | 74 178 | 72 973 | 74 191 | 74 255 | 74 684 |

## Éducation
L'université Tomáš Baťa se trouve à Zlín.

## Personnalités
- Tomáš Baťa (1876-1932), créateur de chaussures et homme d'affaires, est né et a profondément marqué Zlín.
- Karel Zlín (né en 1937 à Zlín), sculpteur et peintre.
- František Lydie Gahura (1896-1958), architecte, natif de Zlín, a dessiné la ville pour Tomáš Baťa.
- Josef Abrhám (1939-2022), acteur tchécoslovaque puis tchèque, y est né également.
- Tom Stoppard est né à Zlín, dramaturge.
- Tomáš Dvořák (né en 1972), athlète tchèque spécialiste du décathlon.
- Roman Hamrlik, né le 12 avril 1974 et son frère Martin Hamrlík et 1973, des joueurs de hockey professionnels.
- Felix Slováček (né en 1943), chef d'orchestre et musicien.
- Ivana Zelníčková (1949-2022), mannequin et designer américaine qui fut la première épouse de Donald Trump.
- Hashpa, né à Zlin en 1951.
- Emil Zátopek (1922-2000), coureur de fond et demi-fond qui s'entraînait à Zlín.
- Hana Andronikova (1967-2011), femme de lettres, y est née.

## Sport
- Le FC Tescoma Zlín évolue dans le Championnat de Tchéquie de football D1.
- Le HC Zlín évolue dans le Championnat de Tchéquie de hockey sur glace.
- Le Barum Rally Zlín est une épreuve automobile réputé comptant pour le championnat d'Europe des rallyes